# Atasco en la nacional
Atasco en la nacional es una película española dirigida por Josetxo San Mateo. Fue rodada en la Ciudad de la Luz de Alicante.

## Argumento
Manuel (Pablo Carbonell) y Soledad (Anabel Alonso) forman  un matrimonio con tres hijos: Sergio (Luisber Santiago) y Estíbaliz (Ana María Polvorosa), dos mellizos de 16 años, y Álex (Christian Casani) de 5 años. Toda la familia se va de vacaciones a la costa, a Cullera (Valencia). Los problemas empiezan con los típicos atascos en la carretera, después de llegar a las tantas no les dan el piso que han alquilado, y después de todo, todo aquello era un sueño de Manuel, mientras llevaba el coche en un atasco.

## Reparto
| Intérprete                     | Personaje               |
| ------------------------------ | ----------------------- |
| Anabel Alonso                  | Soledad                 |
| Pablo Carbonell                | Manuel Montoro "Manolo" |
| Luisber Santiago               | Sergio Montoro          |
| Ana Polvorosa                  | Estíbaliz Montoro       |
| Roberto Sanmartín              | Carlos                  |
| Bárbara de Lema                | Begoña                  |
| Marta Chiner                   | Guardia Civil           |
| Antonio de la Fuente           | Iñaki                   |
| Malena Gracia                  | Malena                  |
| Christian Casani               | Álex Montoro            |
| Richard Collins-Moore          | John                    |
| Carles Castillo                | Pau                     |
| Salvador Madrid                | Carlos                  |
| Maribel García                 | Ahinoa                  |
| Marta Rey                      | Vanessa                 |
| Norman Moltó                   | Iker                    |
| Laura Pérez                    | Chica Discoteca 1       |
| Patricia Martínez              | Chica Discoteca 2       |
| Carol Ros                      | Amiga Begoña 1          |
| Lola Moltó                     | Amiga Begoña 2          |
| Diego Braguinsky               | Señor Orce              |
| Toni River                     | Camarero Chiringuito    |
| Markus Warnecke                | Portero Discoteca       |
| Ángela Castilla                | Presentadora de TV      |
| María Costa                    | Reportera TV            |
| Juan Navarro Teniente Paterson | Hombre                  |
| Ernesto Vañes                  | Vecino                  |
| Mayte Mira                     |                         |

## Premios
- Premio del Público en la Semana de Cine Iberoamericano.

## Emisión por televisión
Para que La 1 emitiera la película, se tuvieron que abonar entre 500 000 y 600 000 euros a la productora.